# Исаков, Каныбек Абдуваситович
Каныбек Абдуваситович Исаков (1969—2020) — киргизский учёный-литератор, доктор филологических наук, профессор, бывший министр образования и науки Кыргызской Республики. Будучи ректором Ошского государственного университета в 2011—2019 годах, был признан реформатором в системе высшего образования Кыргызстана.

## Биография
Родился 4 июня 1969 года в селе Джаны-Ноокат Ноокатского района Ошской области Кыргызстана.
В 1986 году начал работать служащим в колхозе «Бел-Өрүк». В 1987 году поступил в Ошский государственный университет на специальность «Кыргызский язык и литература». В 1988—1990 гг. служил в Советской армии, а затем в 1990—1993 гг. продолжил обучение и получил диплом с отличием.
В 1993 году начал научную деятельность преподавателем кафедры языкознания факультета кыргызской филологии ОшГУ, замдекана факультета кыргызской филологии (1997), помощником ректора по делам воспитания ОшГУ (1998), старший преподаватель (1999), проректор по делам общественного воспитания (2000), доцент (2002).
В 1995 г. был назначен главным редактором газеты «Нур». В 2001 году защитил диссертацию на соискание учёной степени кандидата наук. В 2005 году был назначен проректором по делам Государственного языка в ОшГУ. В 2011 году защитил докторскую диссертацию.
В 2006—2011 гг. — ректор в Ошском государственном гуманитарном институте. В 2011—2019 гг. — ректор Ошского государственного университета.
С 11 сентября 2019 года по 14 октября 2020 года занимал должность министра образования и науки Кыргызской Республики.
12 ноября 2020 года скончался в одной из больниц города Бишкек. Отмечается, что 51-летний Исаков заразился коронавирусом и был госпитализирован с диагнозом «пневмония». Похороны состоялись 13 ноября в его родном селе в Наукатском районе Ошской области.

## Научная деятельность
Автор 5 монографий, 11 учебно-методических пособий, и более 150 научно-методических и публицистических статей, таких как: «Поэтические происки и художественные изобретения Б. Саргоноева» (2000 г.), «Притча: Основа жанра и его эволюция» (2008 г.), «Кыргызские баснописцы: Литературные портреты» (2009 г.), «Сила притчи» (2010 г.), «Произведения Айтматова в школьном театре» (2010 г.), «Обучение произведений Ч. Айтматова в средних школах» (2011 г.), «Кыргызская литература для детей» (2012 г).

## Награды и признание
- Медаль «Отличник Образования Кыргызской Республики», 2005 г;
- Медаль «Кыргыз тили» Национальной комиссии по государственному языку при Президенте Кыргызской Республики за внесения вклада развития Государственного языка, г. Бишкек 2006 г;
- Академик общественной академии Ч. Айтматова, 2007 г;
- Почётный профессор университета Сока-Гаккай (Япония) 2010 г;
- Почётная Грамота Кыргызской Республики, 2014 г;[2]
- Заслуженный работник образования Кыргызской Республики, 2018 г.